# Ezüst-klorid
| Ezüst-klorid |                                                             |
| |                                                             |
| |                                                             |
| IUPAC-név | ezüst(I)-klorid                                             |
| Más nevek | ezüst-klorid, kerargirit, klórargirit, szaruérc, szaruezüst |
| Kémiai azonosítók                                                                                               |                                                             |
| CAS-szám | 7783-90-6                                                   |
| PubChem | 24561                                                       |
| ChemSpider | 22967                                                       |
| EINECS-szám | 232-033-3                                                   |
| ChEBI | 30341                                                       |
| RTECS szám | VW3563000                                                   |
| InChIKey | HKZLPVFGJNLROG-UHFFFAOYSA-M                                 |
| Gmelin | 122614                                                      |
| UNII | MWB0804EO7                                                  |
| Kémiai és fizikai tulajdonságok                                                                                 |                                                             |
| Kémiai képlet                                                                                                   | AgCl                                                        |
| Moláris tömeg                                                                                                   | 143,321 g mol−1                                             |
| Megjelenés | fehér, kristályos                                           |
| Sűrűség | 5,56 g cm−3                                                 |
| Olvadáspont | 455 °C                                                      |
| Forráspont | 1550 °C                                                     |
| Oldhatóság (vízben)                                                                                             | gyakorlatilag oldhatatlan: 1,88 mg/l, 25 °C<                |
| Kristályszerkezet                                                                                               |                                                             |
| Kristályszerkezet                                                                                               | halit                                                       |
| Termokémia |                                                             |
| Std. képződési entalpia ΔfHo298                                                                                 | −127,01 kJ mol−1                                            |
| Standard moláris entrópia So298                                                                                 | 96,25 J mol−1 K−1                                           |
| Veszélyek |                                                             |
| MSDS | ScienceLab.com                                              |
| EU osztályozás                                                                                                  | nincsenek veszélyességi szimbólumok                         |
| NFPA 704 | 0 2 0                                                       |
| R mondatok | (nincs)                                                     |
| S mondatok | (nincs)                                                     |
| Rokon vegyületek                                                                                                |                                                             |
| Azonos kation                                                                                                   | ezüst-(I)-fluorid, ezüst-bromid, ezüst-jodid                |
| Ha másként nem jelöljük, az adatok az anyag standardállapotára (100 kPa) és 25 °C-os hőmérsékletre vonatkoznak. |                                                             |

Az ezüst-klorid (AgCl, régi magyar nevén szaruezüst) egy szervetlen vegyület. Fehér, kristályos anyag, ami vízben alig oldódik (a  Tl+ és az Pb2+ kloridjaihoz hasonlóan).
Az AgCl fényre és hőre érzékeny, bomlásakor szürkésbordó elszíneződést kap, ami a fémezüst jelenlétére utal.

## Kémiai tulajdonságai

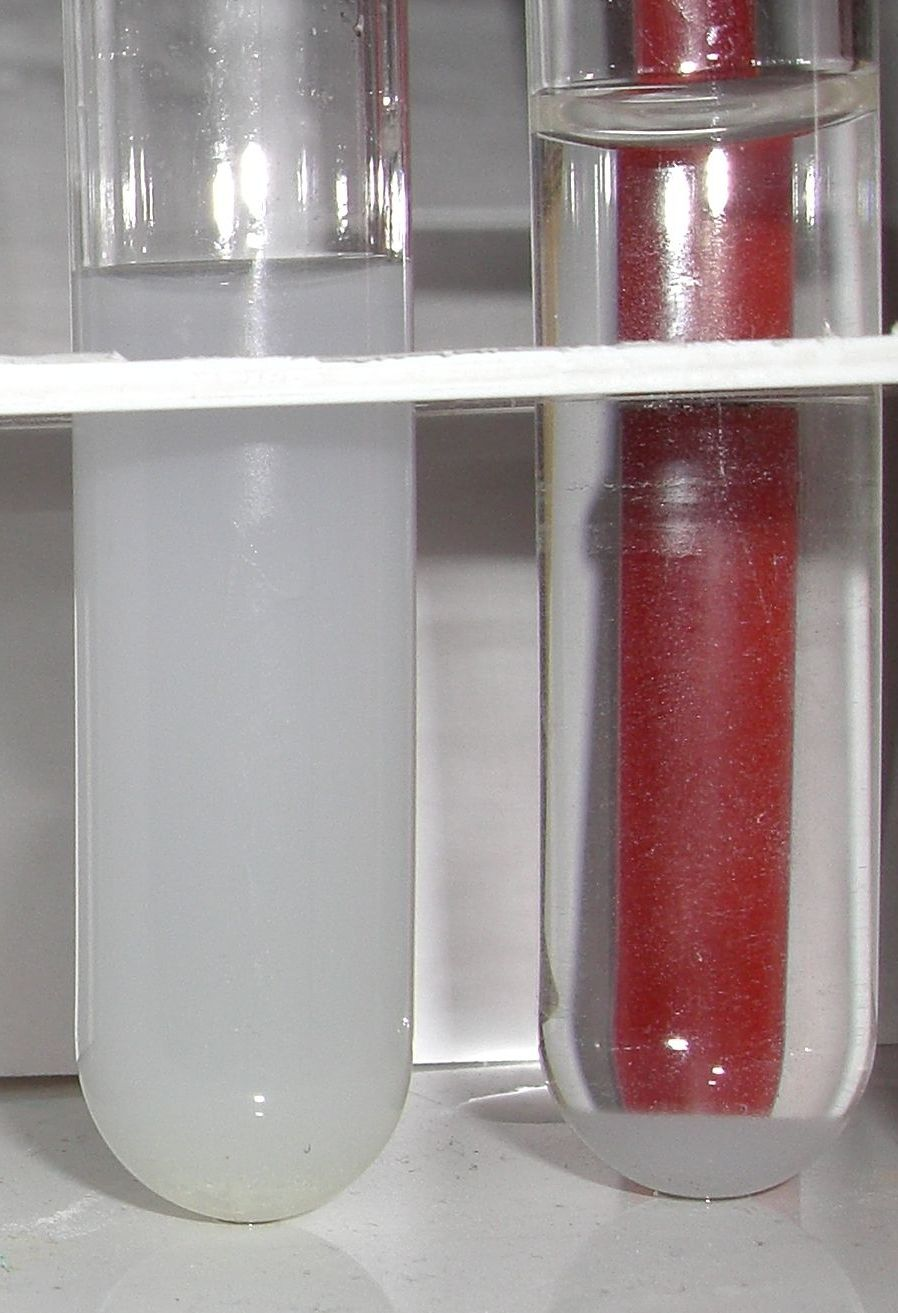
Ezüst-klorid ammóniaoldat (ammónium-hidroxid) hozzáadása nélkül és hozzáadása után

Rossz vízoldhatósága miatt csapadékként leválasztható. Komplexképzők hatására oldatba vihető. Ammónium-hidroxidban, nátrium-tioszulfátban és kálium-cianidban oldódik, komplex vegyületek képződnek. Ammónium-hidroxidban oldva [Ag(NH3)2]+-, nátrium-tioszulfátban oldva [Ag(S2O3)2]3--, kálium-cianidban oldva [Ag(CN)2]--ionok keletkeznek.
A cinkpor savas közegben redukálja. Ekkor ezüst válik ki, a cink pedig oldatba kerül cink-klorid alakjában.

## Előfordulása a természetben
A természetben a klórargirit (vagy más néven kerargirit, szaruérc) ásványban fordul elő. A klórargirit tiszta állapotban fehér, míg szennyeződéseket tartalmazva szürke színű.

## Előállítása
Az ezüst-klorid csapadékként válik le, ha az ezüst-nitrát oldatához sósavat adnak. Fény hatására azonban könnyen elbomlik, ezért sötétkamrában kell előállítani.

## Felhasználása
A fényképészetben fényérzékeny papírok készítésére használják. Emellett felhasználják a fotometriában, elektródok készítésekor az elektrokémiában, valamint réztárgyak ezüstözésére is felhasználható.